# Konrad Schneller

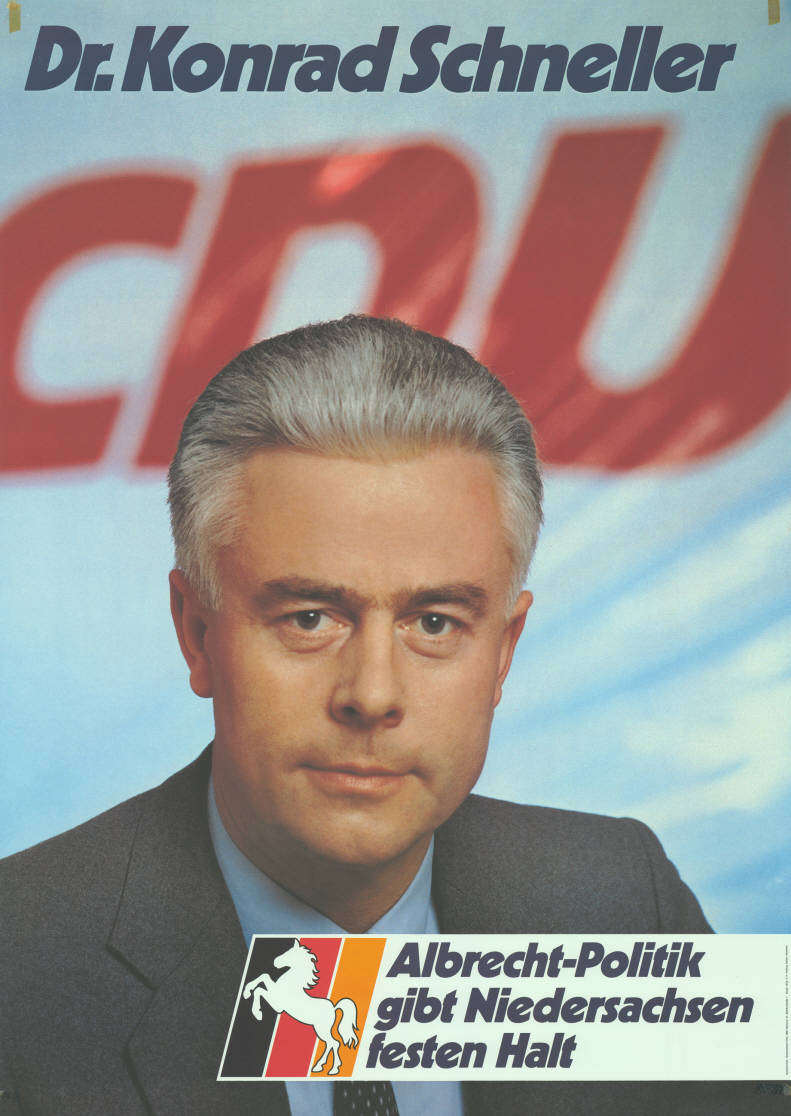
Kandidatenplakat zur Landtagswahl in Niedersachsen 1982

Konrad Schneller (* 1. Mai 1937 in Sögel; † 15. Juli 2007 in Osnabrück) war ein deutscher Politiker (CDU). Er war von 1982 bis 1990 Mitglied im Landtag von Niedersachsen.
Schneller besuchte die Schule in Meppen und Osnabrück und machte 1957 das Abitur. Im selben Jahr trat er der CDU bei und begann ein Studium der Rechts- und Wirtschaftswissenschaften an den Universitäten in Münster und Würzburg. Er betätigte sich im Ring Christlich-Demokratischer Studenten und in der Jungen Union. Im Jahr 1962 folgte sein Referendar- und 1966 das Assessorexamen. Nach den Examina arbeitete er als Rechtsanwalt. An der Universität Würzburg wurde Schneller 1970 promoviert, nachdem er bereits seit 1969 in Osnabrück als Richter tätig war. Dort arbeitete er bis 1980, danach war er, bis zu seiner Wahl in den Landtag zwei Jahre später, am Justizministerium von Niedersachsen tätig. Schneller war Kreisvorsitzender der CDU Osnabrück-Stadt und Mitglied des Aufsichtsrates der Osnabrücker Wohnungsbaugesellschaft mbH. Er gehörte eine Zeit lang dem Rat der Stadt Osnabrück an. Vom 21. Juni 1982 bis zum 20. Juni 1990 war er in der zehnten und elften Wahlperiode Mitglied des Niedersächsischen Landtages.